# PlaneShift
Planeshift és un videojoc gratuït de tipus MMORPG i ambientació fantàstica, disponible oficialment para Linux, Windows i Mac OS X. Està produït per una comunitat de desenvolupadors i col·laboradors, fundada per Lucca Pancallo, i guiada per l'organització sense ànim de lucre Atomic Blue. El videojoc tot i ser multijugador no requereix quotes mensuals i és totalment gratuït.

## Llicència
El codi del joc és obert i es pot trobar sota una llicència GNU General Public License. Plane Shift utilitza "Crystal Space game engine", el "Crystal Entity Layer" i les biblioteques CEL i CAL3D.
Tot i això el material gràfic, els textos del web i el contingut del joc (història, personatges...) tenen una llicència privativa.
Usa dos tipus de llicències, GPL que s'aplica a tot el codi font excepte a regles específiques del mateix joc, i una llicència pròpia, de tipus privativa (Planeshift Content License name=pslicencia/>) que impedeix qualsevol tipus de modificació sense autorització per a tot l'art gràfic, textos de la pàgina web i el contingut del joc (història, noms, diàlegs, música..). Utilitza el programari Crystal Space com motor gràfic i les biblioteques CEL i CAL3D.

## Desenvolupament
El joc està actualment en estat pre-alfa, en la seua versió 0.4.02, nom en codi Steel Blue. La primera versió, 0.1, va tenir com nom en codi Atomic Blue, la següent versió, la 0.2, es va cridar Molecular Blue i la tercera 'Crystal Blue. Molecular Blue va estar molt limitada quant a característiques, però va atraure a un bon nombre de jugadors gràcies a una participativa comunitat. El servidor Molecular Blue va ser desconnectat el 16 de desembre de 2004. La versió actual, Crystal Blue, va ser distribuïda al públic com beta pública el 24 de desembre de 2004.

## Argument
PlaneShift està dins d'una gegantesca estalactita cridada Yliakum, dividida en vuit nivells, dels quals els dos inferiors estan inundats. La vida en aquesta estalactita és possible gràcies a un enorme cristall, cridat The Azure Sun (El Sol d'Azur), que dibuixa la llum des de la superfície del planeta. Actualment *PlaneShift té 12 races jugables que tenen cadascuna les seues pròpies terres natals i característiques. Fora de Yliakum es troben els Laberints de Pedra i a través d'ells pots accedir encara a més àrees, com la cova on penja aquesta estalactita. En Crystal Blue, tan sols la ciutat d'Hydlaa i una part de la ciutat d'Ojaveda són accessibles.

### Races
Moltes races diferents poblen el món de Yliakum. Els jugadors poden escollir el crear un personatge amb una d'aqueixes races. Per desgràcia, els models 3D no han estat implementats completament per a totes i cadascuna d'elles.

#### Humans
- Xacha
- Ylians

#### Elfs
- Nolthrir
- Dermorians

#### Nans
- Clan Stonebreaker
- Clan Hammerwielder

#### Altres
- Lemurs
- Kran
- Diaboli
- Enkidukai D'aparença felina, es caracteritzen per ser criatures gracioses i curoses.
- Klyros
- Ynnwns

### El regne de la mort
No gaire se sap d'aquesta fosca terra, però la llegenda diu que hi ha un abisme sense fi amb passadissos de pedra surant en l'aire, pels quals corren els personatges que perden la vida. No molts han tornat d'allí, però uns altres diuen d'un portal que porta de tornada al món dels vius.